# Coradion chrysozonus
Coradion chrysozonus е вид бодлоперка от семейство Chaetodontidae. Видът не е застрашен от изчезване.

## Разпространение и местообитание
Разпространен е в Австралия, Виетнам, Индонезия, Камбоджа, Китай, Малайзия, Мианмар, Палау, Папуа Нова Гвинея, Провинции в КНР, Сингапур, Соломонови острови, Тайван, Тайланд, Тонга, Филипини, Хонконг и Япония.
Обитава крайбрежията на морета и рифове. Среща се на дълбочина от 18 до 123,5 m, при температура на водата от 22,1 до 28,6 °C и соленост 34,2 – 35,5 ‰.

## Описание
На дължина достигат до 15 cm.
Популацията на вида е стабилна.